# پیام خانلرخانی
پیام خانلرخانی (زادهٔ ۲۴ بهمن ۱۳۵۸ در تهران) تکواندوکار پیشین، مربی تیم ملی تکواندو ایران است.
خانلرخانی به عنوان ملی پوش تکواندوی ایران، دارندهٔ نشان طلا جام پادشاهی اردن در سال ۲۰۰۵ و طلای مسابقات بین المللی نکار کاپ آلمان در سال ۲۰۰۶ است.

## زندگی‌نامه
پیام خانلرخانی در بهمن ۱۳۵۸ در تهران به دنیا آمد. وی ساکن شهرستان ورامین است. او از سال ۱۳۷۰ به صورت حرفه ای تکواندو را شروع کرد.او مربیگری را از سال ۱۳۸۶ آغاز کرد. وی فارغ‌التحصیل رشته تربیت بدنی از دانشگاه تهران است.

## سوابق قهرمانی و مربی‌گری[۶]
پیشینه قهرمانی
- مدال طلا مسابقات بین المللی نکار کاپ آلمان، (۲۰۰۶).
- مدال طلا جام پادشاهی اردن، (۲۰۰۵).

پیشینه مربی‌گری
- سرمربی تیم ملی پاراتکواندو ایران.
- مربی تیم ملی تکواندو گرجستان؛ (۲۰۱۵).
- سرمربی تیم تکواندو شهرداری ورامین.
- مربی تیم ملی بزرگسالان تکواندو ایران.
- مربی تیم ملی پاراتکواندو از سال(۲۰۲۲ - ۲۰۱۷) .

عناوین بهترین مربی
- ۴بار بهترین مربی مسابقات قهرمانی کشور ایران.
- ۴بار بهترین مربی باشگاه های آسیا.
- ۹بار بهترین مربی لیگ برتر ایران.
- ۴بار بهترین مربی قهرمانی آسیا در مسابقات پاراتکواندو و ۱بار  بهترین مربی مسابقات بین المللی فجر.